# Флоренца Санудо
Флоренца Санудо (італ. Fiorenza Sanudo; бл. 1340 — 1371) — герцогиня Архіпелагу (Наксосу) в 1362—1371 роках.

## Життєпис
Походила з венеціанського патриціатського роду Санудо. Донька Джованні I, герцога Архіпелагу. У 1349 році вийшла заміж за Джованні далле Карчері, триарха Негропонте. 1351 року разом з батьком була захоплена генуезцями, провівши у полоні три роки. 1358 року втратила чоловіка.
1362 року спадкувала герцогство Архіпелагу. Разом з тим місцева шляхта поставило питання про її другий шлюб, оскільки загрози державі посилювалися. Перші два кандидата — генуезці Симон Віньоло, правитель Хіосу, і П'єтро Реканеллі, капітан (намісник) Смірни, були відкинуті через спротив Венеції. Кандидатуру флорентійця Неріо Аччаюолі, правителя Коринфу, спочатку схвалили. Коли Аччаюолі спробував висадитися на Наксосі, оскільки Флоренца підтримала таємно його кандидатуру, венеційці проти волі перевезли Флоренцу на Крит, де її під страхом довічного заслання змусили погодитися на шлюб з Нікколо Санудо, сеньором Грідіа. Весілля відбулося в 1364 році, після чого чоловік Флоренци став співгерцогом.
Померла Флоренца Санудо у 1371 році. Їй спадковував син Нікколо III.

## Родина
1. Чоловік — Джованні далле Карчері, триарх Негропонте
Діти:
- Нікколо (д/н—1383), 9-й герцог Архіпелагу

2. Чоловік — Нікколо II Санудо
Діти:
- Марія (д/н—1426), дружина Гаспаро Соммаріпа.
- Єлизавета